# Cheap Trick
Cheap Trick es una banda de rock estadounidense, formada en Rockford, Illinois, en 1974, que ganó popularidad a finales de la década de los setenta.
El grupo está integrado por Rick Nielsen (guitarra solista, coros y principal compositor), Robin Zander (voz principal y guitarra rítmica), Tom Petersson (bajista) y el músico de estudio Daxx Nielsen (batería), quién reemplazó al miembro fundador Bun E. Carlos.
A pesar de que se formó antes de la aparición del punk, y su estilo se acercaba al rock purista, la llegada del éxito en 1979 les asoció con la entonces denominada new wave —e incluso con el AOR— y más tarde con el power pop. Ellos mismos se etiquetan en tono jocoso como psychorock.
Cheap Trick logró el éxito en Japón antes que en su propio país, llenando el estadio Budokan y grabando un disco en vivo que registró altísimas ventas y trajo el reconocimiento en Estados Unidos. Entre las canciones más célebres del grupo destacan «I Want You to Want Me», «Dream Police», «The Flame», el cuasi himno generacional de los adolescentes WASP de los suburbios de clase media: «Surrender», una exploración pop de los problemas típicos de los jóvenes y «Ain't That A Shame».
Su sonido está originalmente basado en los grupos británicos de la década de los 60, en especial The Beatles y The Who, aunque con un empleo más potente de las guitarras. Entre sus principales influencias reconocen a Dave Edmunds y Roy Wood. Un elemento importante en la carrera de Cheap Trick, y muestra del carácter meticuloso del grupo, ha sido la calculada selección de sus productores, siempre de prestigio; entre ellos, Jack Douglas, Tom Werman, George Martin, Roy Thomas Baker, o Todd Rundgren.
Su peculiar imagen fue desde el principio otro elemento característico de la banda. Mientras que Zander y Petersson se aproximaban al prototipo habitual del roquero, incluyendo melenas largas, botas o cazadoras, Rick Nielsen y especialmente Bun E. Carlos tenían poco que ver con él. Nielsen, calvo y de mirada desorbitada, aparecía siempre con gorra de visera, pajarita y camisa abotonada hasta el cuello; Carlos, gordo, con gafas y bigote, vestía indumentaria de oficinista. El grupo jugó con ese contraste en las grabaciones de sus videoclips o en portadas de álbumes como In Color (And In Black and White) o Heaven Tonight.

## Historia
Aparentemente su estilo era inocuo -una mezcla de hard rock y power pop- pero lograron influenciar a toda una generación de nuevas bandas que los mencionan siempre como una fuerte inspiración en su formación musical: Weezer, Bon Jovi, Helloween, Radiohead ,The Outfield, Blind Guardian, Riot, Pixies, The Smashing Pumpkins, Poison, Avenged Sevenfold, Creed, Mudhoney, Hole, Breaking Benjamin, Tomahawk ,Fountains of Wayne y Nirvana entre otros.
La clave de esto se halla especialmente en sus tres primeros discos, cuyas letras están llenas de un sentido del humor gamberro y ligeramente surrealista y una actitud que mezcla el inconformismo y la nostalgia adolescente a partes iguales. Son frecuentes las alusiones al sexo, al travestismo, al suicidio, a la religión, la guerra y la prostitución, pero siempre en clave de humor.
La música de cabecera de la serie de televisión That's 70s Show es una versión de Cheap Trick de la canción "In the Street", del grupo Big Star.
Cheap Trick sigue de gira y su primer lanzamiento bajo sello propio, Rockford, ha conseguido los elogios de la crítica. La banda es más popular en Japón, donde han permanecido como superestrellas desde su primer álbum. Han sido mencionados con frecuencia en la prensa japonesa como los "Beatles de América". El Senado del Estado de Illinois ha declarado el 1 de abril como "Día de Cheap Trick" en el Estado. La banda también se clasificó #25 en la lista que VH1 confeccionó con los 100 mejores artistas de hard rock.

### Primeros años (antes de Cheap Trick): 1967-1974
La historia de Cheap Trick arranca con el grupo Fuse, que se crea en 1967 con la fusión de dos bandas locales de Rockford: The Grim Reapers, y Toast & Jam. De la primera procedía Rick Nielsen (guitarra y teclados) y de la segunda Tom Petersson (bajo). Ambos salieron descontentos de aquella aventura y no guardan buen recuerdo, por lo que las biografías de las revistas especializadas suelen mostrar inconsistencias en las fechas, los distintos nombres que usó la banda y las distintas formaciones.
Tras fichar por Epic en 1969 registraron un sencillo, «Hound Dog/Cruisin' for Burgers» (Epic, 1969), reedición de un anterior trabajo de The Grim Reapers. Y un único álbum, Fuse (Epic, 1970), que tuvo escasas ventas, fue ignorado por la crítica, y tampoco gustó al propio grupo. Frustrados por la falta de éxito, se disgregan.
Nielsen y Petersson entran en contacto con el cantante y teclista Robert "Stewkey" Antoni, y el (batería) Thom Mooney, procedentes del grupo de Todd Rundgren, Nazz. En 1970 forman una nueva banda, que actúa con distintos nombres en sus conciertos: desde Nazz o Fuse, hasta Honey Boy Williamson and the Manchurian Blues Band. En 1971 se trasladan a Filadelfia, y Thom Mooney es reemplazado por Bun E. Carlos.
En 1972 se hacen llamar Sick Man of Europe, y ya planean cambiar el nombre a Cheap Trick y reclutar al cantante Robin Zander que en ese momento, sin embargo, tiene un contrato vigente para interpretar versiones en un centro turístico en Wisconsin. En su lugar, y para sustituir a Robert "Stewkey" Antoni, reclutan al vocalista Randy "Xeno" Hogan. Durante 1972 y 1973 realizan una decepcionate gira europea, y regresan a Rockford.
Finalmente en 1974 Rick Nielsen, Tom Petersson y Bun E. Carlos remplazan a Hogan por Zander una vez que este termina su contrato, pasando a llamarse definitivamente Cheap Trick.

### Cheap Trick 1974-1978
El grupo inició su carrera en Rockford ofreciendo conciertos gratuitos e incluso ensayando en un parque local (Sinnissippi Park), a la vista de sus fanes. Con el tiempo actuarán en el área de Madison y de Chicago. En 1976 Tom Werman, cazatalentos de Epic, firmó un contrato discográfico con la banda por recomendación del productor Jack Douglas, conocido por su trabajo con Aerosmith. Su álbum debut Cheap Trick (Epic, 1977), producido por Douglas, salió a la venta en febrero de 1977. Aunque recibió críticas positivas, no sobrepasó las 150.000 copias vendidas. Solo se publicaron dos sencillos: «Oh Candy» en Estados Unidos y «ELO Kiddies» en Europa, con un discreto éxito. Pero en Japón el álbum fue Disco de oro.

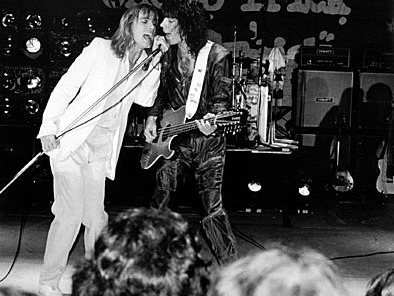
Cheap Trick actuando en Charlotte, Carolina del Norte, en 1978.

A instancias de su representante, Ken Adamany, se concentraron en forjarse una contundente puesta en escena. Actuaron de teloneros para artistas de AOR como Journey, Boston, Kansas o Meat Loaf, u otros como The Kinks, Santana, Queen, AC/DC y especialmente Kiss, realizando hasta 250 actuaciones al año. Como acompañantes en la gira Kiss: Destroyer Tour durante el verano de 1977 cosecharon un enorme éxito, hasta el punto de tener que ofrecer bises, cosa extraña en un grupo que actúa como telonero.
El siguiente álbum, In Color (Epic, 1977) incluye ya algunas de las canciones más conocidas de la banda, como «Big Eyes», «Downed», «Clock Strikes Ten» y sobre todo «I Want You to Want Me», ya grabada para el álbum de debut pero descartada. La banda se ha quejado a menudo de la producción de Tom Werman y su intento de acercar su sonido a un estilo más pop. El álbum vendió más copias que el anterior y entró en el Hot 200 de los Estados Unidos (nº73). En cuanto a sus sencillos («I Want You to Want Me», «Southern Girls», «So Good To See You»), no entraron en las listas. En Japón, el álbum fue de nuevo Disco de oro, y «Clock Strikes Ten» se convirtió en número uno.
Heaven Tonight (Epic, 1978) fue también producido por Tom Werman, que encontró el toque perfecto al combinar de los elementos de los dos álbumes anteriores con una mayor energía. Eso convirtió al disco no solo en su obra definitiva en estudio, sino también en un clásico del pop rock. Tom Petersson tocó un bajo de doce cuerdas, lo que haría de Heaven Tonight la primera grabación con este instrumento.
En Estados Unidos, el álbum se convirtió al fin en su primer Disco de oro y llegó al nº48 en las listas. En Japón, consiguió su tercer oro y aumentó su estatus de superestrellas. El himno juvenil «Surrender», quizás el tema más emblemático de Cheap Trick, fue su primer sencillo, y el primero del grupo que entró en el Hot 100 de Estados Unidos (nº62).

### At Budokantrae el éxito: 1978-1981
Ninguno de los tres primeros álbumes de Cheap Trick había entrado en el Top 40 en los Estados Unidos. En Japón, sin embargo, los tres discos fueron de Oro. En 1978, con In Color triunfando en las radios y listas japonesas, el grupo decidió iniciar su primera gira por aquel país en lugar de una gira estadounidense. Fueron recibidos con un frenesí que recuerda la Beatlemanía, y el público japonés aclamó a sus nuevos héroes.

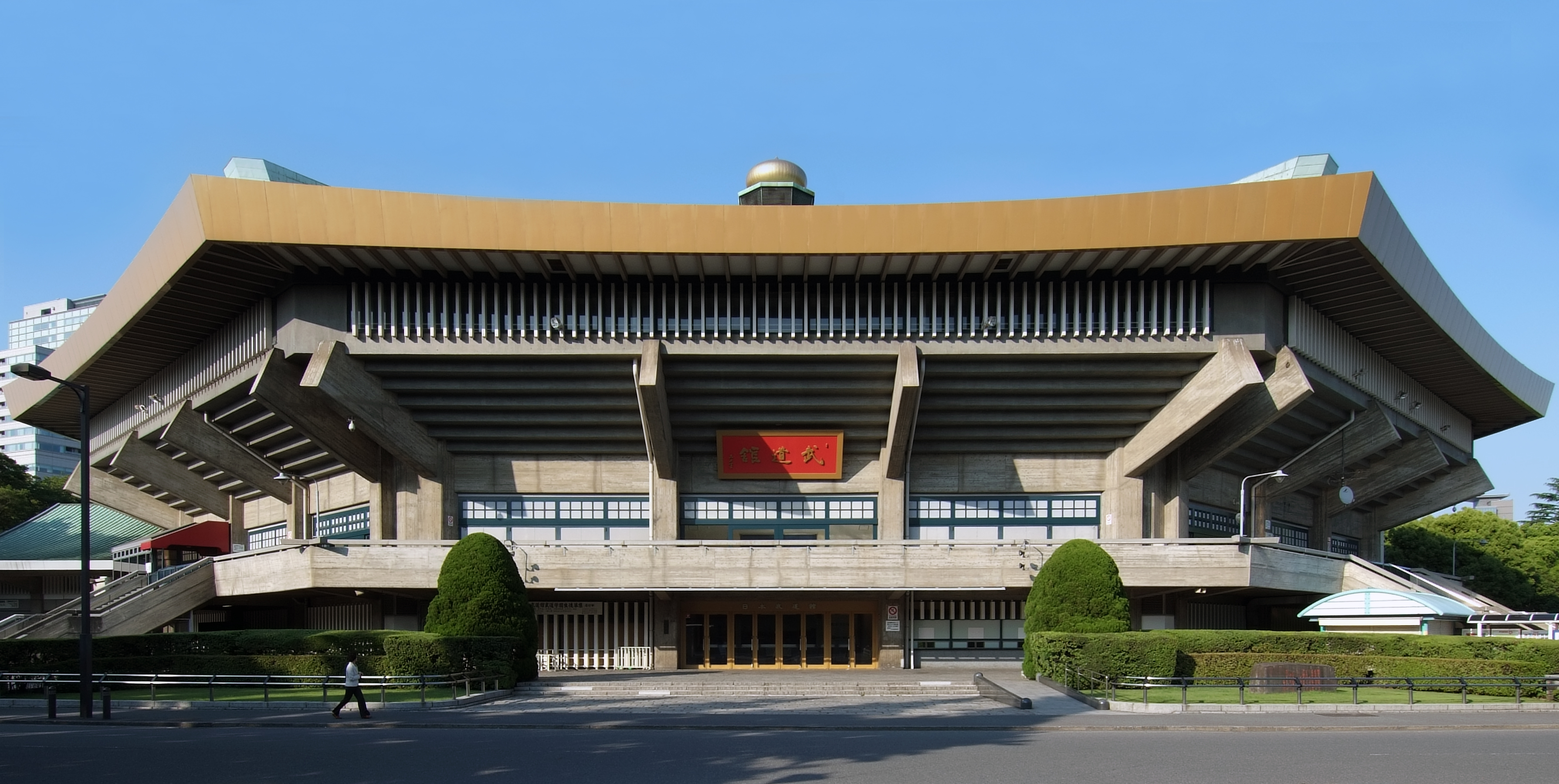
El pabellón Budokan de Tokio, lugar de grabación del álbum Cheap Trick at Budokan (Epic, 1978).

Durante la gira, en abril de 1978, Cheap Trick grabó un espectáculo en directo para sus fieles fanes en el Nippon Budokan, los días 28 y 30 de abril, donde agotaron las entradas. El espectáculo fue lanzado en octubre como un álbum en directo titulado Cheap Trick at Budokan (Epic, 1978, Japón), destinado a ser editado exclusivamente en Japón. Sin embargo, el álbum entró en las listas de ventas de Estados Unidos gracias a las copias de importación, y la demanda llegó a ser tan grande que finalmente Epic lanzó allí oficialmente el álbum en febrero de 1979.
Cheap Trick at Budokan (Epic, 1979, EE. UU.) les convirtió en estrellas internacionales. Alcanzó el n.º 4 en las listas de álbumes de Estados Unidos, donde permanecería un año; en tres meses se hizo Disco de Platino y más tarde Triple Platino, con 3.000.000 de copias vendidas; y la versión en directo de «I Want You to Want Me», primer sencillo, llegó al n.º 7 en la lista Hot 100 (el segundo, «Ain't That A Shame», llegó al nº35). Esto, además, arrastró a los demás álbumes de la banda, y también In Color consiguió el Oro.
Dream Police (Epic, 1979) regresó a la línea de Heaven Tonight, renunciando al sonido enérgico de Cheap Trick at Budokan. Producido de nuevo por Tom Werman, fue un intento de la banda de explorar en una dirección más experimental, mediante la incorporación de cuerdas y sección de vientos en temas como «Gonna Raise Hell». Esto resultó en una mala acogida por parte de la crítica, pero un nuevo éxito al estilo de At Budokan: alcanzó el Top Ten (n.º 6), 1.000.000 de copias vendidas y nuevo Disco de Platino. Sus dos primeros sencillos, «Dream Police» (que daba título al disco) y «Voices», entraron en las listas en los puestos 26 y 32, respectivamente.
En 1980 lanzaron el álbum All Shook Up. Producido por el exproductor de los Beatles, George Martin, alcanzó el número 24 en las listas y fue certificado oro. No fue bien recibido por la mayoría de fanes, que lo encontraron muy distinto a sus anteriores obras. Cheap Trick habían intentado acercarse al sonido Beatles, sobre todo en las melodías. Una canción grabada durante las sesiones de este álbum, pero no incluida finalmente, "Everything Works If You Let It", apareció en la banda sonora de Roadie, y Nielsen y Carlos participaron en las sesiones de John Lennon y Yōko Ono del álbum Doble Fantasy. Previamente al lanzamiento de All Shook Up, se había editado un EP llamado Found All The Parts, con material inédito y una falsa versión en directo del tema de los Beatles, "Day Tripper".

### Salida de Petersson: 1981-1987

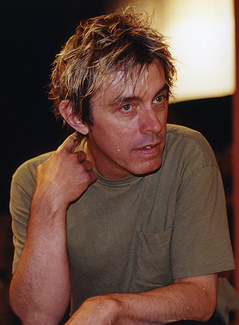
Tom Petersson en una imagen de 1993.

Antes de sacar al mercado All Shook Up, Petersson dejó el grupo (26 de agosto de 1980). Pete Comita sustituye a Petersson en la gira de All Shook Up. La banda grabó cinco canciones con Comita, destinadas a dos bandas sonoras de películas. "I'm the Man", "Born to Raise Hell" and "Ohm Sweet Ohm", producidas por Jack Douglas, acabaron en la película Rock & Rule, mientras que "Reach Out" y "I Must Be Dreamin" se incluyeron en la banda sonora del filme de animación Heavy Metal, y fueron producidas por Roy Thomas Baker. "Reach Out" fue escrito por Comita y Bob James. Comita dejó la banda después de solo unos meses, durante la preproducción del siguiente álbum, y Jon Brant se convirtió en el sustituto definitivo. En julio de 1981, CBS Inc. demandó a Cheap Trick y su mánager Ken Adamany por 10 millones de dólares, alegando que estaban tratando de obligar a la compañía a renegociar su contrato, la banda se negó a grabar material nuevo para el sello desde octubre de 1980. El pleito se resolvió a principios de 1982 y comenzaron los trabajos sobre el próximo álbum, One on One, producido por Roy Thomas Baker. La banda cambió de dirección, esta vez la elección de un álbum más ruidoso, cercano al hard rock. El álbum generó dos éxitos menores, la power-ballad "If You Want My Love" y la rocanrolera "She's Tigth". Los vídeos musicales fueron exhibidos frecuentemente en MTV.
Al año siguiente, Cheap Trick lanzó Next Position Please, con Todd Rundgren como productor. Rundgren minimizó el lado más duro de la banda y orientó su sonido a la vertiente más pop, similar a la de In Color. El álbum no encontró una gran audiencia y Cheap Trick entró en una fase de menor éxito comercial. El primer sencillo fue una versión del tema de The Motors, "Dancing the Night Away". Epic Records, desesperada por conseguir un hit con la banda, obligó al grupo a grabar dicha versión. Rundgren se negó a producir la canción; en su lugar lo hizo Ian Taylor. De todas maneras, el tema no entró en listas, como tampoco lo hizo el segundo sencillo y canción favorita de muchos fanes, "I Can't Take It". Ian Taylor produjo "Spring Break", contribución a la banda sonora de la película del mismo título, también publicada como sencillo. Tampoco ésta consiguió entrar en las listas. En 1984, la banda grabó el tema principal para la comedia de Tim Matheson "Up the Creek", que más tarde Nielsen citó como una de las peores canciones que nunca había escrito. Llegó al número 36 en el Billboard, pero desapareció de las listas en dos semanas.
En 1985 se reunieron con Jack Douglas, que había producido su álbum debut. Con el grabaron el LP Standing on the Edge. La idea original era regresar al sonido crudo de su primer álbum, pero por desgracia, Douglas no pudo hacerse cargo de la mezcla final del disco, debido a los problemas legales que tenía con Yoko Ono en esos momentos, de modo que fue mezclado por Tony Platt, quien añadió más elementos típicos de los años 80 a la producción.
Este álbum fue etiquetado irónicamente como la "mejor colección de chicle bazooka rock en años"; el álbum incluyó a Mark Radice a los teclados, que también colaboró en el proceso de escribir canciones. El primer sencillo, "Tonight It's You", alcanzó el #8 en el Billboard Top Rock Tracks, y el vídeo fue emitido con asiduidad en MTV. 
Los siguientes singles "Little Sister" y "How About You" no fueron de éxito.
En 1986, la banda grabó "Mighty Wings", que sonó en los títulos de crédito finales de la película Top Gun. 
Tras esto, se publicó The Doctor, que resultó ser el último álbum con Brant como bajista. Algunas de las canciones contenían elementos del funk, y se oyen coros femeninos por primera vez en un álbum de la banda. Sin embargo, los sintetizadores y los efectos de sonido programados ahogaron a los instrumentos solistas, sobre todo la guitarra. Producido por Tony Platt, suele ser considerado como su peor disco; el álbum contó con el sencillo "It's Only Love", de nulo éxito, aunque muchos acusan a la pobre promoción de la discográfica como culpable del desastre. 
El vídeo musical de "It's Only Love" hizo historia como el primer videoclip en el que se hizo uso prominente del lenguaje de señas americano.

### Número Uno de la independencia 1987-1997
Petersson se reincorporó al grupo en 1987 y ayudó a grabar Lap Of Luxury en 1988, producido por Richie Zito. Debido a la disminución del éxito comercial del grupo, Epic Records obligó a la banda a colaborar con escritores de canciones profesionales. "The Flame", un típico hit de los 80's, se publicó como el primer sencillo y se convirtió en el primer número 1 de la banda. El segundo sencillo, un cover de Elvis Presley, "Don't Be Cruel", también alcanzó el top 10. Otros tres singles del álbum fueron "Ghost Town", "Never Had a Lot to Lose" y "Let Go". Cada uno de ellos tuvo éxito, y el Lap of Luxury fue llegó al estatus de platino, siendo considerado como el álbum de regreso de la banda. Este trabajo musical se promocionó en febrero de 1990 en el Festival de Viña del Mar (Chile) lo que abrió formalmente el mercado de Suramérica y tuvo una excelente aceptación por el público hispano parlante.
Busted fue publicado en 1990 y también producido por Richie Zito, como el grupo tratando de capitalizar el éxito del anterior. Esta vez, sin embargo, la banda se permite una mayor creatividad y las colaboraciones externas solo aparecen en algunas canciones. El primer sencillo "Can't Stop Falling into Love" alcanzó el número 12 en listas, pero no cumplió las elevadas expectativas de la discográfica. El segundo sencillo, un tema de Diane Warren, "Wherever Would I Be", sufrió una suerte peor; llegó solo al número 50. Los siguientes singles, "If You Need Me" y "Back N'Blue" no tuvieron éxito, aunque el último alcanzó el puesto 32.
En 1991, Cheap Trick's Greatest Hits fue editado. Se incluyeron doce éxitos de la banda y una nueva canción, una versión de The Beatles, Magical Mystery Tour, sobrante de antiguas sesiones de grabación. Del mismo modo se publicó Budokan II, donde se incluyeron las pistas que se habían omitido en el álbum en directo original, además de otros tres temas de su siguiente tour de 1979. El lanzamiento no fue autorizado por la banda, y actualmente se encuentra fuera de catálogo. Ese mismo año, Robin Zander publicó su debut como solista, Robin Zander con Interscope, producido por Jimmy Iovine. El guitarrista Mike Campbell, conocido por su trabajo con Tom Petty and The Heartbreakers, colaboró con Zander en la mayoría de las pistas del álbum. El álbum no tuvo demasiado éxito, pero el sencillo "I've Always Got You" alcanzó el número 13 en la lista de Mainstream Rock.
El grupo abandonó Epic Records tras las decepcionantes ventas de Busted, para firmar con Warner Bros. Records. En 1994 la banda lanzó Woke up with a Monster, que fue producido por el legendario productor Ted Templeman. La pista que da título al álbum se publicó como el primer sencillo, y llegó al puesto 16 en las listas de EE. UU. del Mainstream Rock. Las ventas del disco fueron pobres, y solo alcanzó el #123. 
En el momento en que el álbum salió, se habían producido una serie de cambios significativos en la banda. El estilo de música es más "grunge" aquí, debido a la áspera producción de Ted Templeman.
Rick Nielsen se dejó una perilla, que fue durante bastante tiempo marca de la casa, y la voz de Robin Zander se hizo notablemente más profunda. La banda también contribuyó con una versión de la canción de John Lennon "Cold Turkey" para el álbum tributo al músico de Liverpool, Working Class Hero: A Tribute to John Lennon.
La banda rompió rápidamente con Warner Bros., y decidió que era hora de volver a las raíces. Se concentraron en la fuerza de sus shows en vivo, que fueron casi legendarios, y decidió editar nuevas grabaciones para sellos independientes en lugar de grandes compañías. En los siguientes años, Cheap Trick gira con bandas que reconocen su influencia, como los Stone Temple Pilots y Pearl Jam. 
En 1996, la banda edita Gift, un CD sencillo de Navidad en beneficio de las asociaciones caritativas de la zona de Chicago. También se publicó el 7 pulgadas en vinilo "Baby Talk / Brontosaurus" con la discográfica indie de Seattle, Sub Pop Records. Ese mismo año, Epic Records lanzó Sex, America, Cheap Trick, una caja de cuatro discos que incluye docenas de rarezas, grabaciones de estudio inéditas y tomas en vivo, junto con algunos de los sencillos del grupo y otras canciones favoritas. La colección, sin embargo, fue criticada por no contener muchos de los éxitos de la banda.
En 1997, Cheap Trick, firmó con la discográfica independiente Red Ant Records y publicó Cheap Trick, producido por Ian Taylor, con quien la banda había trabajado previamente en 1983. Es un intento del grupo de captar a una nueva generación, por ello el título es el de la banda, como si fuera su primera obra, y el diseño recuerda al de su primera obra, publicada ya hacía 20 años. El álbum fue aclamado por la crítica y saludado como un regreso en plena forma, pero once semanas después del lanzamiento, Red Ant se declaró en quiebra. El sencillo "Say Goodbye" solo alcanzó el n.º 119 de las listas, y la banda de nuevo se encontró sin un sello discográfico.

### Cheap Trick Unlimited 1998-2005
Cheap Trick ha intentado reconstruir su relación con Epic Records y el negocio musical a partir de 1998. Crearon su propia compañía discográfica, Cheap Trick Unlimited. Han editado una nueva versión remasterizada de su clásico álbum en directo Budokan: The Complete Concert y sus tres primeros discos en estudio. Una de las noches de su gira dio lugar a Music for Hangovers, un dinámico directo en el que los miembros de The Smashing Pumpkins participan en dos cortes. En medio de muchas críticas, Cheap Trick Unlimited vendió el CD exclusivamente en Amazon.com durante 8 semanas antes de su lanzamiento en las tiendas. Para apoyar el disco giraron con Guided By Voices, y también realizaron un concierto con Pearl Jam. Ese mismo año, la banda pasó tiempo en el estudio de grabación con Steve Albini, que había producido el sencillo Baby Talk/Brontosaurus. La banda comenzó a regrabar su segundo álbum, In Color, así como un puñado de otros temas. Las grabaciones no se han terminado y todavía no se publicó oficialmente, pero se filtró en Internet. La banda también reveló en una entrevista que un álbum de rarezas estaba en elaboración. Inicialmente, su lanzamiento estaba previsto para el año 2000, pero nunca se produjo.
En 1999, la banda grabó una versión modificada del tema de Big Star, "In The Street" para su uso como tema musical para el programa de televisión That'70s Show. Fue lanzado en la banda sonora de la serie, el álbum That'70s (Rockin'). El grupo también ha regrabado "Surrender", que está disponible exclusivamente en Getsigned.com. Un remix de la misma pista se presentó en la banda sonora de la película Little Soldiers.
A principios de 2000, Cheap Trick negoció una licencia con la ahora extinta Musicmaker.com para descargar directamente y crear CD personalizados con más de 50 canciones. Después de pasar una buena parte del 2001 escribiendo canciones y cerca de seis semanas de preproducción, Cheap Trick entró en los Bearsville Studios de Woodstock, Nueva York, en marzo de 2002, para grabar su primer álbum de estudio en seis años, Special One, publicado en mayo de 2003. Al mismo tiempo, la banda asoció su sello discográfico con Big3 Entertainment. Si bien el inicio con la canción "Scent of A Woman" fue típico Cheap Trick, la mayoría de las pistas del álbum son de cariz acústico. La banda también contribuyó con una nueva re-versión grabada de "Surrender" para la comedia "Daddy Day Care" y realizó un cameo en la película. Giraron con el grupo Cake en el Unlimited Sunshine Tour ese mismo año. Simultáneamente, todo el catálogo de la banda entre 1980 y 1990 fue reeditado en Japón totalmente remasterizado.
A finales de 2003, Bun E. Carlos protagonizó un spot publicitario para Target Corporation con Torry Castellano, baterista de The Donnas.
En abril de 2005, Cheap Trick lanzó el EP de cinco canciones Sessions@AOL para descarga digital.

### Independencia: 2006-presente
En 2006, publicaron el álbum Rockford en Unlimited/Big3 Records. El primer sencillo del álbum fue "Perfect Stranger" (producido por Linda Perry y coescrito por Cheap Trick y Perry). La banda promociona el álbum a través de actuaciones en cadenas de radio y con una gira por América del Norte. Ese mismo año, "Surrender" fue usado como una pista para jugar en el exitoso videojuego Guitar Hero II, y los álbumes Dream Police y All Shook Up fueron reeditados de forma remasterizada con bonus tracks. 
One on One y Next Position Please (la versión autorizada) fueron relanzados como descargas digitales. La banda también apareció en una campaña publicitaria de la cadena de comidas rápidas Mc Donald's.
En 2007, los funcionarios de Rockford, Illinois, homenajearon a Cheap Trick con la reproducción de la cubierta del álbum Rockford en la "City Sticker" (de matriculación de vehículos) de ese año. El 19 de junio de 2007, el Senado de Illinois aprobó la Resolución del Senado N.º 255, designando el 1 de abril de cada año como Día de Cheap Trick en el Estado de Illinois.
En agosto de ese año, Cheap Trick celebró el 40 aniversario del Sgt. Pepper's Lonely Heart Club Band tocando el álbum completo con la Orquesta del Hollywood Bowl, dirigida por Edwin Outwater, junto con vocalistas invitados como Joan Osborne y Aimee Mann. Geoff Emerick, el ingeniero de sonido del legendario disco, también estuvo tras la mesa de sonido en dicha actuación. La National Academy of Recording Arts & Sciences honró a Cheap Trick en sus premios anuanles el 11 de octubre de 2007, Nielsen y Carlos acudieron a recibir el premio personalmente, que fue presentado por Steve Albini.
En 2008, Cheap Trick fueron seleccionados para ser incluidos en la campaña publicitaria de la colección primavera-verano de John Varvatos. Aparecieron en un spot en blanco y negro, montando en bicicletas, mientras su versión de "California Man" sonaba de fondo. El 24 de abril, Cheap Trick actuó en directo en el Budokan para el 30 aniversario del álbum de 1978 Live at Budokan. El 5 de julio, en su concierto en Milwaukee, Rick Nielsen anunció a la multitud que el show se estaba grabando con vistas a un futuro CD o DVD. El 11 de noviembre, la banda lanzó At Budokan: 30th Anniversary Collectors Edition, una caja recopilatoria con 3 CD incluyendo los dos conciertos en el Budokan registrados el 28 y 30 de abril de 1978. Un DVD extra contiene el metraje filmado y emitido originalmente por la televisión japonesa, además de materiales adicionales incluyendo imágenes de su regreso a Budokan para el 30 aniversario.

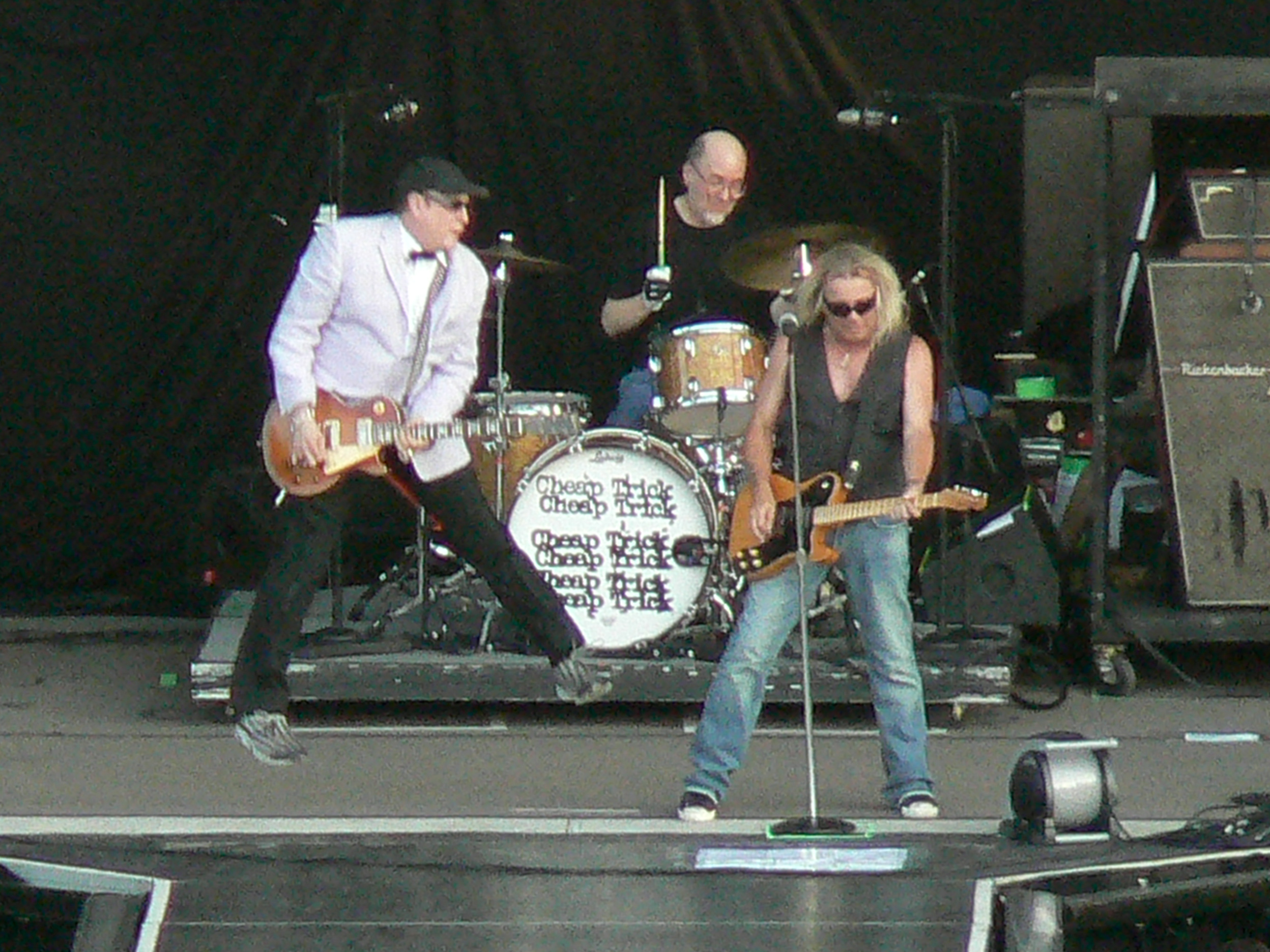
Cheap Trick en el 2009

También en 2008, la canción "Dream Police" fue incluida en el popular videojuego Guitar Hero: Aerosmith. Rock Band 2, incluyendo la versión regrabada en 1998 de "Hello There" como una pista para jugar, y que también se utilizó para la secuencia de apertura del juego.
En una entrevista del 1 de octubre de 2008, Rick Nielsen reveló que varios lanzamientos de Cheap Trick se preparaban para un futuro inmediato, incluido un nuevo álbum producido por Julian Raymond, y la nueva versión regrabada de In Color, en tanto que Legacy Records también planeaba volver a editar el catálogo de la banda propiedad de Sony.
Durante 2009 Cheap Trick giró con Def Leppard y Poison, mientras que el 4 de abril de ese año se anunció el lanzamiento de un nuevo álbum de la banda titulado The Latest, el cual fue lanzado el 23 de junio.
El grupo también realizó el tema musical de la película Transformers: la venganza de los caídos.
El 19 de marzo de 2010 se anunció, en escueto comunicado del sitio oficial, que el miembro original Bun E. Carlos no participaría como batería en los conciertos de la banda, en adelante, siendo reemplazado por Daxx Nielsen (hijo de Rick), no obstante se aclaró que Carlos seguiría como músico de estudio.
Sin embargo, en 2013 Carlos demandó a sus excompañeros alegando que, en la práctica, no se le permitió participar de ninguna actividad de la banda, incluidas las grabaciones de estudio, a lo cual el grupo inició una contrademanda, tendiente a oficializar legalmente la expulsión del percusionista.

## Discografía
- 1977: Cheap Trick
- 1977: In Color
- 1978: Heaven Tonight
- 1979: Dream Police
- 1980: All Shook Up
- 1982: One on One
- 1983: Next Position Please
- 1985: Standing on the Edge
- 1986: The Doctor
- 1988: Lap of Luxury
- 1990: Busted
- 1994: Woke up with a Monster
- 1997: Cheap Trick
- 2003: Special One
- 2006: Rockford
- 2009: The Latest
- 2016: Bang, Zoom, Crazy... Hello
- 2017: We're All Alright!
- 2017: “ Christmas Christmas”
- 2021: “In Another World”

## Bandas influenciadas por Cheap Trick
Bandas como Helloween, The Romantics, Faith No More, The Outfield, The Dead Milkmen, Blind Guardian, The Datsuns, Garbage, Enuff Z'Nuff, Everclear, Mr Bungle, Extreme, Tomahawk ,Simple Plan, Foo Fighters, Fountains of Wayne, Hole, Creed, Guns N' Roses, Poison, Riot, Nirvana, Mudhoney, Breaking Benjamin, Flaw, Radiohead, Mother Love Bone, Stone Temple Pilots, Green Day, OK Go, The Smashing Pumpkins, Bang Tango, Lovage, Redd Kross, Life of Agony, Pennywise, The Posies, DragonForce, Avenged Sevenfold, Def Leppard, Bon Jovi, Third Eye Blind, Terrorvision, o Weezer, citan a Cheap Trick como una influencia básica en su música.
Kurt Cobain dijo una vez acerca de Nirvana: "Sonamos a Cheap Trick, sólo que nuestras guitarras son más potentes".